# Ifumbo
Ifumbo ist ein Verwaltungsbezirk (Ward) des Distriktes Chunya in der tansanischen Region Mbeya.

## Geografie
Ifumbo liegt im Südwesten von Tansania etwa 50 km südöstlich vom Rukwasee. Der Bezirk hat eine Fläche von 168,4 Quadratkilometern und bei der Volkszählung 2022 lebten hier 11.214 Menschen in 3046 Haushalten.

## Gliederung
Der Bezirk besteht aus zwei Gemeinden (Mtaa) mit zehn Orten (Kitongoji):
| Ifumbo - Mwambagala - Mbuyuni - Ihango - Itete - Sawa A - Chikula - Majengo | Lupamarket - Lupamarket - Mabomba - Kasanga |

## Wirtschaft und Infrastruktur
- Bildung: Die weiterführende Schule in Ifumbo bildet Jugendliche bis zur 6. Stufe aus.[7]
- Gesundheit: Eine staatliche Apotheke versorgt die Bevölkerung unter anderem mit Malaria-Diagnose und HIV-Vorsorge.[8]